# Mohamed Sedki Debchi
Mohamed Sedki Debchi (arabe : محمد صدقي دبشي), né le 28 octobre 1999 à Gabès, est un footballeur tunisien. Il joue au poste de gardien de but à l'Espérance sportive de Tunis.

## Carrière

### En club
Formé à l'Avenir sportif de Gabès (ASG), il intègre l'équipe première lors de la saison 2017-2018 mais il ne joue aucun match et se contente de quelques apparitions sur le banc. Le 23 novembre 2018, il joue son premier match en championnat contre le Club africain, au stade olympique d'El Menzah, lors duquel l'ASG s'incline (1-2). Au bout de la saison, il fait 18 apparitions en championnat et un en coupe.
Le 1er juillet 2019, il signe en faveur de l'Espérance sportive de Tunis (EST). Lors de sa première saison, il ne joue aucun match officiel et fait sa première apparition le 9 mai 2021 contre le Club athlétique bizertin, au stade Ahmed-Bsiri, lors duquel l'EST perd (0-2).
Lors de la saison 2021-2022, il joue trois matchs lors de la première phase du championnat et les dix matchs de la phase play-offs. Il s'illustre lors du derby tunisois du 8 mai 2022 en arrêtant un penalty et permet à son club d'obtenir le point du match nul devant les supporters clubistes.

### En sélection
Auteur d'une bonne phase lors des play-offs de la saison 2021-2022, il est convoqué en sélection pour les qualifications à la CAN 2023 contre la Guinée équatoriale et le Botswana, mais il ne joue aucune minute. Il est également convoqué pour la coupe Kirin 2022 mais il se contente de rester sur le banc.

## Statistiques détaillées
| Saison                | Club                  | Championnat           | Championnat | Championnat | Coupe(s) nationale(s) | Coupe(s) nationale(s) | Compétition(s) continentale(s) | Compétition(s) continentale(s) | Compétition(s) continentale(s) | Tunisie | Tunisie | Total | Total |
| Saison                | Club                  | Division              | M.          | B.          | M.                    | B.                    | Comp.                          | M.                             | B.                             | M.      | B.      | M.    | B.    |
| 2017-2018             | AS Gabès              | D1                    | 0           | 0           | 10                    | 0                     | -                              | -                              | -                              | 0       | 0       | 10    | 0     |
| 2018-2019             | AS Gabès              | D1                    | 18          | 0           | 1                     | 0                     | -                              | -                              | -                              | 0       | 0       | 19    | 0     |
| Sous-total            | Sous-total            | Sous-total            | 18          | 0           | 1                     | 0                     | -                              | 0                              | 0                              | 0       | 0       | 19    | 0     |
| 2019-2020             | ES Tunis              | D1                    | 0           | 0           | 0                     | 0                     | C1 + Sc + FIFA 2019            | 0                              | 0                              | 0       | 0       | 0     | 0     |
| 2020-2021             | ES Tunis              | D1                    | 1           | 0           | 0                     | 0                     | C1                             | 0                              | 0                              | 0       | 0       | 1     | 0     |
| 2021-2022             | ES Tunis              | D1                    | 13          | 0           | 0                     | 0                     | C1                             | 0                              | 0                              | 0       | 0       | 13    | 0     |
| 2022-2023             | ES Tunis              | D1                    | 15          | 0           | 5                     | 0                     | C1                             | 4                              | 0                              | 0       | 0       | 24    | 0     |
| 2023-2024             | ES Tunis              | D1                    | 0           | 0           | 0                     | 0                     | C1                             | 0                              | 0                              | 0       | 0       | 0     | 0     |
| 20242-2025            | ES Tunis              | D1                    | 1           | 0           | 0                     | 0                     | C1                             | 0                              | 0                              | 0       | 0       | 1     | 0     |
| Sous-total            | Sous-total            | Sous-total            | 30          | 0           | 5                     | 0                     | -                              | 4                              | 0                              | 0       | 0       | 39    | 0     |
| Total sur la carrière | Total sur la carrière | Total sur la carrière | 48          | 0           | 6                     | 0                     | -                              | 4                              | 0                              | 0       | 0       | 58    | 0     |

## Palmarès
Espérance sportive de Tunis
- Championnat de Tunisie (3) :
  - Champion : 2021, 2022 et 2025.